# 雷管槍

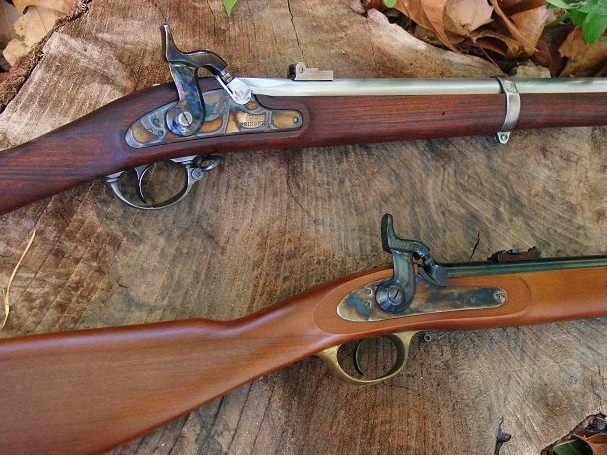
春田兵工廠與恩菲爾德（Enfield）的雷管式線膛火槍。

雷管枪（英語：Percussion cap）或火帽式枪（Cap lock），是一種使用雷管點火來擊發火器的裝置。雷管中裝有非常不穩定的雷汞，雷汞稍受衝擊就會爆炸。射擊時由扳機敲擊雷管，雷管中的雷汞爆炸而引火點燃推進藥，子彈再受推進藥的爆風推出。此種擊發裝置的構想在十七世紀就已存在，但是由蘇格蘭牧師亞歷山大·約翰·福賽斯正式發明，並於西元1807年取得專利。
雷管槍改善許多燧發槍的缺點，例如子彈更易於裝填、槍枝更能適應天氣等。